# Sirens
Sirens är en komedifilm från 1994.

## Om filmen
Sirens regisserades av John Duigan, som även skrev filmens manus. 

## Rollista (i urval)
- Hugh Grant - Anthony Campion
- Tara Fitzgerald - Estella Campion
- Sam Neill - Norman Lindsay
- Elle Macpherson - Sheela
- Portia de Rossi - Giddy